# Huvudcentral (civilt försvar)

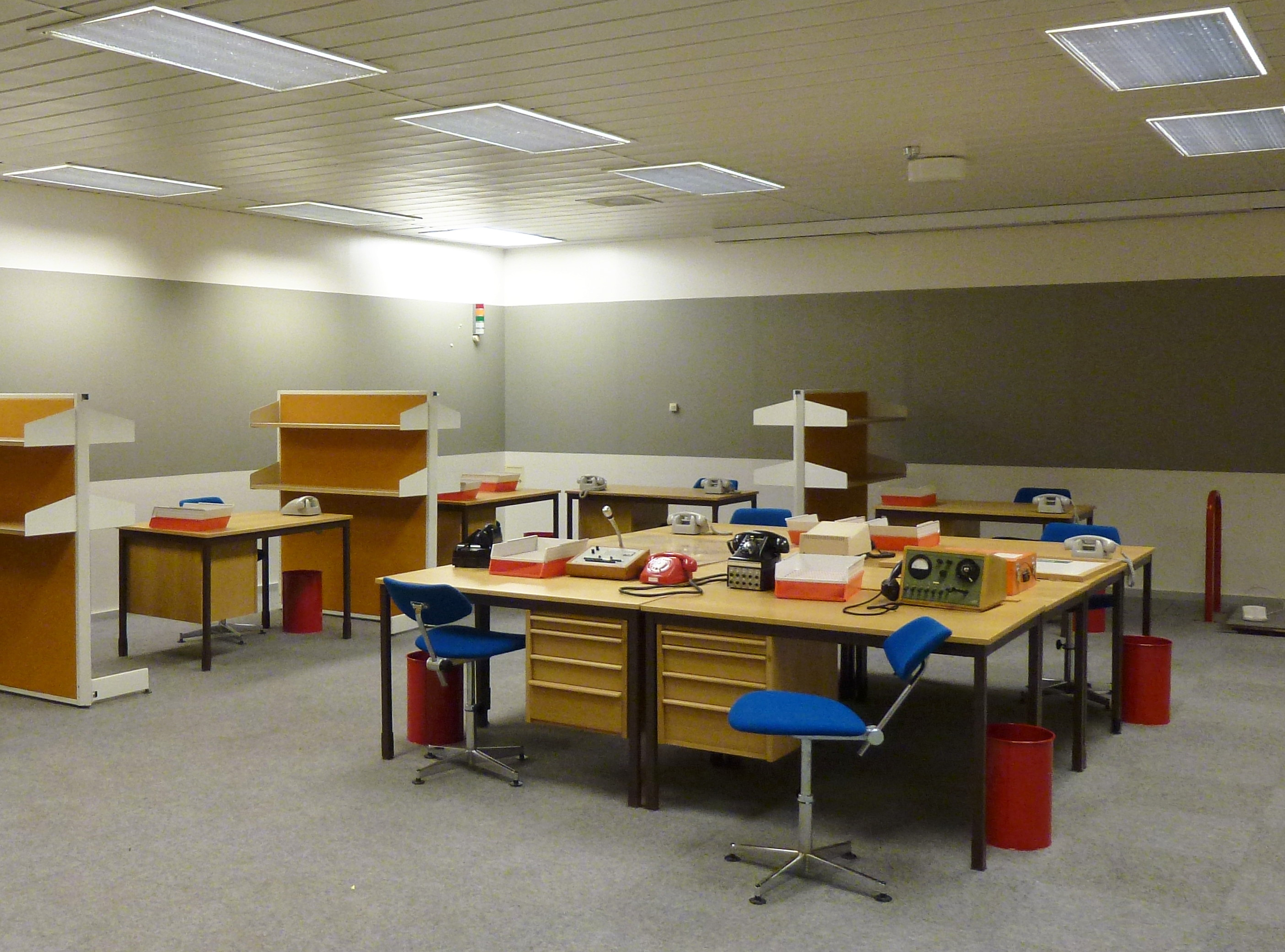
Ordersalen i Vargen, Huddinge (efter nedläggningen).

Huvudcentral (förkortning HC) var den vanligaste typen av skyddade ledningscentraler det svenska civilförsvaret i respektive kommun hade till förfogande vid kristider, skymningsläge och krigstid under kalla kriget. 
I de skyddade lokalerna, som doldes bakom kodnamn med djuranknytning, exempelvis Elefanten i Sollentuna och Vargen i Huddinge, och ofta lokaliserades insprängda i berg, skulle alla de viktiga kommunala funktionerna som civilförsvarsledning, flyglarm, kommunstyrelse etc. pågå. De flesta modernare huvudcentraler hade relativt modern teknik, inklusive modern kommunikationsutrustning och EMP-skydd. 
En huvudcentral fanns i de flesta större orter. Förutom HC fanns det även DC (distriktscentral) som var underställd en HC, FE (framskjuten enhet) för undsättningsenheter, LC (ledningscentral) i mindre orter, RC (regionscentral) över större områden. RC är även beteckningen på det efterträdande, nuvarande systemet med skyddade centraler. RC står numera för räddningscentral i enlighet med det system som infördes av dåvarande Statens Räddningsverk och byggdes i lokaler av skyddsrumsstandard i direkt anslutning till respektive kommuns huvudbrandstation. Detta förekom i vart fall så sent som 2006.
Vissa av huvudcentralerna har byggts om till modern standard eller sålts och byggts om till andra ändamål, till exempel skyddade datahallar. De flesta av anläggningarna riskerar dock plombering (d.v.s. förseglas permanent).